# Battlefield V
Battlefield V là 1 trò chơi bắn súng góc nhìn thứ nhất được phát triển bởi EA DICE và phát hành bởi Electronic Arts. Nó là phần thứ 16 trong sê-ri game Battlefield. Nó được phát hành trên toàn thế giới vào ngày 20/1/2018. Những người đặt trước phiên bản Deluxe Editon của tựa game được chơi trước vào ngày 15/1/2018. Tựa game được được dựa trên Thế Chiến 2 và là phần nối tiếp của Battlefield 1.
Đoạn trailer của tựa game gây ra phản ứng trái chiều từ người hâm mộ với tựa game về mức độ không chính xác trong lịch sử và sự xuất hiện của các nữ quân nhân. Khi phát hành, Battlefield V nhận được đánh giá thuận lợi từ các nhà phê bình, được khen ngợi về lối chơi nhưng bị chỉ trích vì thiếu nội dung khi ra mắt và thiếu sáng tạo. Trò chơi đã bán được 7,3 triệu bản vào cuối năm 2018 nhưng là một sự thất vọng về mặt thương mại cho Electronic Arts.